# Mark Plaatjes
Mark Plaatjes (Johannesburg, 2 giugno 1962) è un ex maratoneta sudafricano naturalizzato statunitense, campione mondiale a Stoccarda 1993.

## Palmarès
| Anno                                | Manifestazione | Sede      | Evento   | Risultato | Prestazione | Note                          |
| ----------------------------------- | -------------- | --------- | -------- | --------- | ----------- | ----------------------------- |
| In rappresentanza degli Stati Uniti |                |           |          |           |             |                               |
| 1993                                | Mondiali       | Stoccarda | Maratona | Oro       | 2h13'57"    | Miglior prestazione personale |

## Altre competizioni internazionali
1980
- 9º alla Earste River Marathon ( Faure) - 2h19'55"

1981
- Oro alla Maratona di Johannesburg ( Johannesburg) - 2h19'20"
- Oro alla Maratona di Potchefstroom ( Potchefstroom) - 2h16'17"
- Oro alla Stellenbosch Marathon ( Faure) - 2h17'04"
- Oro alla Maratona di Pietermaritzburg ( Pietermaritzburg) - 2h19'04"
- Oro alla Flight Hand Cleaner Marathon ( Benoni) - 2h24'32"

1982
- Oro alla Maratona di Città del Capo ( Città del Capo) - 2h17'09"
- Argento alla Maratona di Pietermaritzburg ( Pietermaritzburg) - 2h19'36"
- Oro alla Kelloggs Springs Striders ( Springs), 32 km - 1h41'31"

1983
- Oro alla Maratona di Johannesburg ( Johannesburg) - 2h17'09"
- Bronzo alla Mezza maratona di Port Elizabeth ( Port Elizabeth) - 1h02'14"

1984
- Oro alla Maratona di Johannesburg ( Johannesburg) - 2h14'45"
- 4º alla Maratona di Port Elizabeth ( Port Elizabeth) - 2h14'03"
- Oro alla Banana Marathon ( Glenmore Beach) - 2h24'09"

1985
- Oro alla Maratona di Port Elizabeth ( Port Elizabeth) - 2h08'58"
- Oro alla Maratona di Johannesburg ( Johannesburg) - 2h15'02"
- 6º alla Mezza maratona di Durban ( Durban) - 1h02'38"

1986
- Argento alla Maratona di Johannesburg ( Johannesburg) - 2h16'55"

1988
- Oro alla Maratona di Columbus ( Columbus) - 2h12'18"
- Bronzo alla Maratona di Los Angeles ( Los Angeles) - 2h10'41"
- Bronzo alla Trevira Twosome ( New York), 10 miglia - 49'27"
- Oro alla Zoo Run ( Denver) - 30'42"

1989
- Argento alla Maratona di San Diego ( San Diego) - 2h16'51"
- Argento alla Old Kent River Bank Run ( Grand Rapids), 25 km - 1h16'34"
- 10º alla Nike Cherry Blossom ( Washington), 10 miglia - 47'22"
- Bronzo alla Park Forest Scenic ( Park Forest), 10 miglia - 47'48"

1990
- 4º alla Maratona di Los Angeles ( Los Angeles) - 2h13'44"
- Oro alla Citrus Bowl Half Marathon ( Orlando) - 1h02'42"
- Bronzo alla Parkersburg Half Marathon ( Parkersburg) - 1h04'05"
- Argento alla Park Forest Scenic ( Park Forest), 10 miglia - 47'51"
- Argento alla Tulsa Run ( Tulsa), 15 km - 44'03"
- 20º alla Peachtree Road Race ( Atlanta) - 29'13"
- 4º alla Old Reliable Run ( Raileigh) - 28'39"
- 4º alla Sallie Mae Cherry Blossom Chaser ( Washington) - 29'01"
- Oro alla Shamrock Shuffle ( Chicago), 8 km - 24'03"
- 21º alla Carlsbad 5000 ( Carlsbad) - 14'05"

1991
- Argento alla Maratona di Berlino ( Berlino) - 2h10'29"
- Oro alla Maratona di Los Angeles ( Los Angeles) - 2h10'29"
- Oro alla Old Kent River Bank Run ( Grand Rapids), 25 km - 1h15'31"
- 20º alla Corrida Internacional de São Silvestre ( San Paolo), 15 km - 46'10"
- 7º alla Gasparilla Distance Classic ( Tampa), 15 km - 43'46"
- 9º alla Cascade Run Off ( Portland), 15 km - 44'24"
- 4º alla Peachtree Road Race ( Atlanta) - 28'43"
- Oro al Boulder Crosscountry Challenge ( Boulder) - 15'47"

1992
- 20º alla Maratona di Londra ( Londra) - 2h14'23"
- Argento alla Old Kent River Bank Run ( Grand Rapids), 25 km - 1h15'55"
- 31º alla Gasparilla Distance Classic ( Tampa), 15 km - 45'16"
- 12º alla River Run ( Jacksonville), 15 km - 44'59"
- 17º alla Peachtree Road Race ( Atlanta) - 29'18"

1993
- 6º alla Maratona di Boston ( Boston) - 2h12'39"
- Bronzo alla Maratona di Houston ( Houston) - 2h16'51"
- 30º alla Gasparilla Distance Classic ( Tampa), 15 km - 45'25"
- 11º alla Peachtree Road Race ( Atlanta) - 28'57"

1994
- Argento alla Kansas City Half Marathon ( Kansas City) - 1h02'44"
- 11º alla Mezza maratona di Philadelphia ( Filadelfia) - 1h05'08"
- 10º alla San Blas Half Marathon ( Coamo) - 1h06'00"
- 6º al Grand Prix von Bern ( Berna), 10 miglia
- 28º alla Gasparilla Distance Classic ( Tampa), 15 km - 45'02"
- 17º alla Tulsa Run ( Tulsa), 15 km - 45'55"

1995
- 5º alla Maratona di Los Angeles ( Los Angeles) - 2h15'41"
- 21º alla Alphen aan den Rijn 20 km ( Alphen aan den Rijn) - 1h02'34"
- 30º alla Peachtree Road Race ( Atlanta) - 29'56"

1996
- 8º alla Maratona di Washington ( Washington) - 2h31'24"
- 31º alla Peachtree Road Race ( Atlanta) - 29'47"
- 18º alla Crescent City Classic ( New Orleans) - 30'08"
- 4º alla Sunrise Stampede ( Longmont) - 30'36"
- 4º alla Rocky Mountain Shootout ( Boulder) - 26'16"

1997
- 5º alla Old Kent River Bank Run ( Grand Rapids), 25 km - 1h18'57"

1999
- 35º alla Maratona di Chicago ( Chicago) - 2h20'05"
- Bronzo alla Longmont Turkey Trot ( Longmont) - 31'18"

2001
- Bronzo alla Rocky Mountain Shootout ( Boulder) - 19'29"

2003
- 12º alla Maratona di Boulder ( Boulder) - 3h05'56"